# Love You (cheval)
Love You est un cheval de course trotteur français né le 18 mars 1999, fils de Coktail Jet et Guilty of Love, par And Arifant. Parmi les leaders de sa génération en piste, il est devenu l'un des meilleurs étalons au monde.

## Carrière de courses
Entrainé et drivé par son éleveur Jean-Pierre Dubois, Love You débute en octobre de ses 2 ans à Chartres et s'affirme rapidement comme l'un des leaders de sa génération en 2002, remportant quatre semi-classiques, malgré un échec dans le Critérium des 3 ans. Il obtiendra ses galons classiques l'année suivante, à la faveur de sa victoire dans le Critérium continental, sa seule victoire au niveau groupe 1. Titulaire de 22 victoires, dont 15 au niveau groupe 2, placé dans les Prix René Ballière, de l'Atlantique, de Sélection, le Grand Prix de l'UET ou le Grand Prix de Wallonie, Love You se retire de la compétition relativement tôt, à 6 ans, pour entamer une brillante carrière d'étalon.   

### Palmarès
France
- Critérium continental (Gr.1, 2003)
- Prix Kalmia (Gr.2, 2002)
- Prix Pierre Plazen (Gr.2, 2002)
- Prix Victor Régis (Gr.2, 2002)
- Prix Jacques de Vaulogé (Gr.2, 2002)
- Prix de Milan (Gr.2, 2003)
- Prix Guy Le Gonidec (Gr.2, 2003)
- Prix de Croix (Gr.2, 2004)
- Prix Ovide Moulinet (Gr.2, 2004)
- Prix Robert Auvray (Gr.2, 2004)
- Prix Henri Levesque (Gr.2, 2004)
- Prix Louis Jariel (Gr.2, 2004)
- Prix Jockey (Gr.2, 2004)
- Prix Marcel Laurent (Gr.2, 2004)
- Prix des Ducs de Normandie (Gr.2, 2004, 2005)
- 2e Prix René Ballière (Gr.1, 2005)
- 2e Prix Éphrem Houel (Gr.2, 2003)
- 2e Prix Ariste Hémard (Gr.2, 2003)
- 2e Prix Chambon P (Gr.2, 2004)
- 3e Prix de Sélection (Gr.1, 2003)
- 3e Prix de l'Atlantique (Gr.1, 2004)

 Belgique
- 2e Grand Prix de Wallonie (Gr.1, 2005)

 Union européenne
- 3e Grand Prix de l'UET (Gr.1, 2004)

## Au haras
Comme son père, Coktail Jet, et même mieux que lui, Love You se révèle vite comme un reproducteur exceptionnel, tant en France qu'à l'étranger, dans la lignée des étalons de l'élevage Dubois. Tête de liste des étalons français en 2012, 2013 et 2015, en Suède en 2012, 2013, 2014 et 2015, numéro 1 en Europe 2011, 2012, 2013 et 2015, meilleur étalon du monde (par les gains) en 2012 et 2013, il a produit une multitude de classiques partout en Europe, et même en Australie. 
Parmi ses meilleurs produits, on peut citer, pour s'en tenir aux vainqueurs de groupe 1 et sans exhaustivité : 
- Royal Dream 1'10 : Prix d'Amérique, Prix de France.
- Bélina Josselyn 1'10 : Prix d'Amérique, Prix de France, Prix de Paris.
- Qualita Bourbon 1'12 : Critérium des Jeunes, Prix de l'Étoile, de Sélection, Grand Prix de l'UET, Critérium continental, 3e du Prix d'Amérique.
- Quaker Jet 1'09 : Grand Critérium de vitesse de la Côte d'Azur, Prix de l'Atlantique, René Ballière, 2e du Prix d'Amérique.
- Nahar 1'09 : Elitloppet, Norrbottens Stora Pris.
- Nu Pagadi 1'10 : Derby allemand, Grosser Preis von Deutschland, Copenhagen Cup, Jubileumspokalen
- Ed You 1'10 : Hugo Abergs Memorial, UET Trotting Masters
- Booster Winner 1'11 : Prix d'Essai, des Élites, des Centaures.
- Jontte Boy 1'11 : Championnat européen des 3 ans, Critérium des 3 ans finlandais, Gran Premio Paolo & Orsino Orsi Mangelli.
- Unicka 1'12 : Derby italien du trot, Gran Premio Paolo & Orsino Orsi Mangelli
- Axl Rose 1'11 : Gran Premio Orsi Mangelli, Gran Premio Nazionale, Gran Premio Citta' di Napoli, Grand Prix Mipaaft Allevamento

Ses fils se révèlent à leur tour des étalons de valeur, et Love You est également un excellent père de mères, en témoignent les cracks Bold Eagle 1'08 et Face Time Bourbon 1'09, tous deux par Ready Cash.
Avec un prix de saillie fixé à 18 000 € (après avoir culminé à 35 000 € en 2009), Love You est l'un des étalons les plus chers d'Europe.
À la fin de l'année 2023, il est retiré du catalogue public de monte.

## Origines
Le pedigree de Love You représente la quintessence de l'élevage Dubois et des croisements franco-américains initiés par Jean-Pierre Dubois dans les années 1990. Le père de Love You, Coktail Jet 1'10, fut un grand champion sur les pistes (Prix d'Amérique, Prix de France, Elitloppet…) et un étalon exceptionnel, plusieurs fois tête de liste en France et en Europe. Sa mère, Guilty of Love, brilla peu en compétition, mais elle se recommande de sa grand-mère Nesmile, jument base d'une lignée capitale dans l'élevage français contemporain. En effet cette jument de bon niveau, née en 1979, a été croisée avec des étalons américains pour donner : 
- Unispeed 1'13 (1986, Speedy Somolli) semi-classique : 2e Prix Roederer, Ovide Moulinet, Albert Demarcq, Marcel Laurent, 3e Prix Louis Jariel.
- Amour d'Aunou 1'15 (1988, Speedy Somolli), mère de : 
  - Guilty of Love 1'17 (1994, And Arifant), mère de : 
    - Love You 1'10
    - My Lovely Girl (2000, Coktail Jet), mère de : 
      - So Lovely Girl 1'13 (2006, Kaisy Dream), Prix Paul Viel, Kalmia, 3e Critérium des Jeunes. Étalon.

    - Nice Love 1'11 (2001, Coktail Jet) : Prix de Sélection. Étalon.
    - In Dix Huit 1'12 (2004, Pine Chip) : Prix de Rome (Gr.3), 5e Derby italiano Del Trotto.
    - Repeat Love 1'13 (2005, Coktail Jet) : Prix Gaston Brunet, Jules Thibault. Étalon.

  - In Love With You 1'13 (Coktail Jet) : Prix Jacques de Vaulogé, 2e Critérium des 3 ans. Étalon (père de Oyonnax 1'12, Prix d'Amérique).
  - Private Love 1'11 (2003, Goetmals Wood) : Prix de Paris, du Bourbonnais, 2e Prix de l'Union Européenne, 3e Prix de Cornulier, 4e Grand Prix de l'UET, Critérium des 5 ans, Copenhagen Cup, 5e Prix de France.
- Buvetier d'Aunou 1'14 (1989, Royal Prestige) : Critérium des 3 ans, Critérium des 4 ans, Prix de Sélection, 2e Grand Prix de l'UET, Prix de l’Étoile. Étalon très influent, tête de liste en France en 2000, père de Up and Quick, Ganymède, Gobernador, Hello Jo, Install, Juliano Star, Hermès du Buisson...
- Comtesse d'Aunou (1990, Baltic Speed), mère de : 
  - New York 1'12 (2001, In Love With You) : 2e Prix Henri Cravoisier (Gr.3), 3e Prix Masina, 4e Prix Ozo, Uranie. Mère de : 
    - Texas Style  1'13 (2007, Goetmals Wood) : Prix Gélinotte, Roquépine, Guy Deloison.
- Défi d'Aunou 1'11 (1991, Armbro Goal) : Critérium des 4 ans, Critérium des 5 ans, Prix de Paris, de l'Étoile, de l'Atlantique, René Ballière, Grand Prix Von Bild, 2e Prix de France, 3e Prix d'Amérique. Étalon, père de classiques.
- Extrême Aunou 1'13 (1992, Baltic Speed) : 2e Prix Henri Levesque, 3e Prix Paul Karle, Paul Viel. Étalon.

| Origines de Love You, mâle, alezan. | Origines de Love You, mâle, alezan. | Origines de Love You, mâle, alezan. | Origines de Love You, mâle, alezan. |
| ----------------------------------- | ----------------------------------- | ----------------------------------- | ----------------------------------- |
| Père Coktail Jet                    | Quouky Williams                     | Fakir du Vivier                     | Sabi Pas                            |
| Père Coktail Jet                    | Quouky Williams                     | Fakir du Vivier                     | Ua Uka                              |
| Père Coktail Jet                    | Quouky Williams                     | Dolly Williams                      | Pacha Grandchamp                    |
| Père Coktail Jet                    | Quouky Williams                     | Dolly Williams                      | Quassia Williams                    |
| Père Coktail Jet                    | Armbro Glamour                      | Super Bowl                          | Star's Pride                        |
| Père Coktail Jet                    | Armbro Glamour                      | Super Bowl                          | Pillow Talk                         |
| Père Coktail Jet                    | Armbro Glamour                      | Speedy Sug                          | Speedy Count                        |
| Père Coktail Jet                    | Armbro Glamour                      | Speedy Sug                          | Sug                                 |
| Mère Guilty of Love                 | And Arifant                         | Sharif di Iesolo                    | Quick Song                          |
| Mère Guilty of Love                 | And Arifant                         | Sharif di Iesolo                    | Odile de Sassy                      |
| Mère Guilty of Love                 | And Arifant                         | Infante d'Aunou                     | Niky des Étangs                     |
| Mère Guilty of Love                 | And Arifant                         | Infante d'Aunou                     | Oscana                              |
| Mère Guilty of Love                 | Amour d'Aunou                       | Speedy Somolli                      | Speedy Crown                        |
| Mère Guilty of Love                 | Amour d'Aunou                       | Speedy Somolli                      | Somolli                             |
| Mère Guilty of Love                 | Amour d'Aunou                       | Nesmile                             | Caprior                             |
| Mère Guilty of Love                 | Amour d'Aunou                       | Nesmile                             | Amours du Mesnil                    |